# 기독교민주당 (칠레)
기독교민주당(스페인어: Partido Demócrata Cristiano)은 칠레의 기독교 민주주의 정당이다. 제3의 길, 사회민주주의 노선을 표방하고 있으나, 실질적으로는 재정보수주의와 사회보수주의에 가까운 입장을 취하고 있다.